# Poston
Poston is een plaats (census-designated place) in de Amerikaanse staat Arizona, en valt bestuurlijk gezien onder La Paz County.
In Poston was van 1942 tot 1945 het Poston War Relocation Center gevestigd, het grootste interneringskamp voor Japanners in de Verenigde Staten, waar in 1942 meer dan 17.000 mensen woonden. 

## Demografie
Bij de volkstelling in 2000 werd het aantal inwoners vastgesteld op 389.

## Geografie
Volgens het United States Census Bureau beslaat de plaats een oppervlakte van
3,6 km², geheel bestaande uit land.

## Plaatsen in de nabije omgeving
De onderstaande figuur toont nabijgelegen plaatsen in een straal van 40 km rond Poston.